# Cheilotrichia meridiana
Cheilotrichia meridiana là một loài ruồi trong họ Limoniidae. Chúng phân bố ở miền Cổ bắc.